# Ситарян, Степан Арамаисович
Степа́н Арамаи́сович Ситаря́н (27 сентября 1930, Алаверди, Армения — 3 августа 2009, Москва) — советский и российский экономист, политический и государственный деятель. Академик АН СССР (1987), академик РАН (1991).

## Биография
Окончил экономический факультет МГУ в 1953 году. Сотрудник Научно-исследовательского финансового института Министерства финансов СССР, директор этого института в 1970—1974. Доктор экономических наук (1966).
Заместитель, первый заместитель министра финансов СССР в 1974—1982. Заместитель председателя Госплана СССР (1983—1986 гг.), первый заместитель председателя Госплана СССР (1986—89 гг.). Перешёл в Госплан СССР по инициативе Ю. В. Андропова. «Андроповский цикл разработки предложений по реформированию нашей экономики от госплановского ведомства возглавлял заместитель Председателя Госплана С. А. Ситарян», — отмечала Т. И. Корягина. С. А. Ситарян — один из авторов и идеологов закона 1988 года «О кооперации». Именно он отстаивал этот закон в Политбюро ЦК КПСС. Под его руководством также была разработана первая программа по развитию в СССР малых предприятий.
Заместитель Председателя Совета Министров СССР в 1989—1990 — председатель Государственной внешнеэкономической комиссии Совмина СССР, постоянный представитель СССР в СЭВ. Член ЦК КПСС (1990—1991).
Директор Института (с 1998 Центра) внешнеэкономических исследований РАН в 1992—2003. Президент Международной академии менеджмента с 1996. Член правления Вольного экономического общества России.
Похоронен на Армянском кладбище в Москве.

## Государственные награды
Награждён орденами Трудового Красного Знамени (1976), «Знак Почёта» (1971), Дружбы народов (1980).

## Основные работы
- Чистый доход и бюджет. — М., 1964.
- Актуальные вопросы реализации экономической реформы и перестройка системы управления экономикой // Плановое хозяйство. — 1989. — № 5.
- Распределительные отношения и эффективность производства. — М.: Финансы,— 1980.
- Уроки будущего. — М.: «Экономическая газета», 2010. — ISBN 978-5-900792-71-2